# Uğur Çoban
Pour les articles homonymes, voir Çoban.
Uğur Çoban, né le 5 avril 1987 à Paris, est un auteur-compositeur et rappeur français,.

## Biographie

### Enfance, famille et début
Uğur vient d'une famille modeste de confession alévie, composée de sa mère Nazengul, de son père Ali Riza, de sa grande sœur Yelda et de sa petite sœur Yeliz. Après sa naissance, sa famille déménage du 10e arrondissement de Paris à Sarcelles, dans le Val-d'Oise, où il grandit,.
Dès son jeune âge, Uğur est initié à la musique par son père, qui joue du saz, un instrument traditionnel turque. Influencé par des musiciens tels qu'Abdullah Papur et Ali Ekber Çiçek, Ali Riza transmet à son fils une appréciation profonde de la musique traditionnelle turque et kurde. À six ans, Uğur commence à apprendre le saz, son père l'encourageant à jouer de la main droite pour faciliter l'apprentissage d'autres instruments plus tard,.
À l'âge de onze ans, après la perte de son emploi dans le secteur textile, son père consacre son temps à l'éducation musicale de Uğur, qui suit des cours de musique deux fois par semaine. Il a l'occasion d'étudier avec Talip Özkan, un professeur de musique renommé. À treize ans, il se produit dans des restaurants et lors de mariages traditionnels turcs et kurdes,.

### Carrière musicale
En 2013, Uğur suit des cours de chant au conservatoire municipal de Sarcelles et obtient un diplôme en interprétation musicale. En 2016, il fonde son groupe, « Yeksan », qui signifie « humble » ou « modeste » en turque. En mai 2018, il réalise son premier clip en Corse avec son groupe. En juillet 2019, il tourne un clip intitulé Kurdish Mashup en Espagne avec sa sœur Yeliz, qui atteint huit millions de vues sur YouTube[source secondaire nécessaire]. L'été suivant, il tourne un autre clip à Mardin, en Turquie, publié en mai 2020,.

## Discographie
- 2016 : Deveyi Düzde Gördüm
- 2017 : Uzun İnce Bir Yoldayım, Dolanı Dolanı
- 2018 : Yaramin Naze, Oy Gülüm, İmana Gel, Oy Gülüm
- 2019 : Kurdish Mashup (feat. Yeliz Çoban)
- 2020 : Dêndar, Sızı, Oy Rindamin, Ne Oldu, Raks Mashup
- 2021 : Grani Yar Helli
- 2022 : Şevko
- 2024 : Nayê Şevko